# 琴托
琴托（義大利語：Cento，發音：[ˈtʃɛnto] ⓘ）是意大利费拉拉省的一个市镇。总面积64平方公里，人口35150人，人口密度549.2人/平方公里（2009年）。ISTAT代码为038004。在義大利語中，琴托（cento）為「一百」之意。